# Friederike Föcking
Friederike Föcking (* 4. Februar 1964 in Kiel) ist eine deutsche CDU-Politikerin und ehemaliges Mitglied der Hamburgischen Bürgerschaft.

## Leben
Friederike Föcking legte in Hamburg ihr Abitur ab und dann studierte sie Geschichte und Germanistik (Neuere Deutsche Literatur) in Bonn und München. Sie beteiligte sich am Neuaufbau der Berliner Humboldt-Universität und promovierte als Historikerin über Die Entstehung des Bundessozialhilfegesetzes. Von 1991 bis 1992 war sie zudem als Referentin an der Berliner Universität tätig. In den Jahren 2004 bis 2006 arbeitete sie als Projektleiterin bzw. wissenschaftliche Autorin an der Behörde für Bildung und Sport in Hamburg. 
Neben der wissenschaftlichen Arbeit ist sie erste Vorsitzende des Bauspielplatz Rahlstedt e. V. und war Vorsitzende des Familienbundes der Katholiken im Erzbistum Berlin. Sie ist mit Marc Föcking verheiratet, hat mit ihm zwei Kinder und ist katholisch.

## Politik
Föcking ist seit 1994 Mitglied der CDU und ist stellvertretende Fraktionsvorsitzende im Ortsausschuss Rahlstedt sowie im Kreisvorstand der CDU Wandsbek. Ihre Schwerpunkte in der politischen Arbeit sind nach ihren Angaben die Themen Familien, Kinder, Jugend und Bildung.
Nach der Wahl im Februar 2008 wurde sie Mitglied der Hamburgischen Bürgerschaft. Sie zog über den Wahlkreis Rahlstedt in das Parlament ein. Bei der Bürgerschaftswahl 2011 wurde sie nicht wieder in die Hamburgische Bürgerschaft gewählt. Friederike Föcking rückte jedoch zum 1. Januar 2012 für den ausgeschiedenen Abgeordneten Heino Vahldieck in das Parlament nach. Für ihre Fraktion war sie Fachsprecherin für die Bereiche Jugend, Kinder und Familie. Als Abgeordnete saß sie zudem im Familien-, Kinder- und Jugendausschuss, im Gesundheitsausschuss sowie im Schulausschuss. Bei der Bürgerschaftswahl 2015 kandidierte sie auf Platz 3 der Landesliste, konnte jedoch kein Mandat erringen.

## Veröffentlichungen
- Meister und ihre Gesellen. Arbeitskonflikte im Bäckergewerbe Hamburgs 1890–1914. [Münchner Studien zur neueren und neuesten Geschichte], Verlag Lang, Frankfurt am Main 1993, ISBN 3-631-45729-4.
- Fürsorge im Wirtschaftsboom. die Entstehung des Bundessozialhilfegesetzes von 1961. [Teilweise zugleich Dissertation 2003], Verlag Oldenbourg, München 2007, ISBN 3-486-58132-5 (Volltext digital verfügbar).